# Communauté de communes Briance Sud Haute-Vienne
La communauté de communes de Briance Sud Haute-Vienne est une communauté de communes française, située dans le département de la Haute-Vienne, en région Nouvelle-Aquitaine.

## Histoire
Elle est créée au 1er janvier 2014, issue de la fusion des anciennes communautés de communes de l'Issaure, du Martoulet, Briance-Roselle, et de la réunion avec la commune de Saint-Genest-sur-Roselle.

## Territoire communautaire

### Géographie
Située au sud  du département de la Haute-Vienne, la communauté de communes Briance Sud Haute-Vienne regroupe 11 communes et présente une superficie de 326 km2.

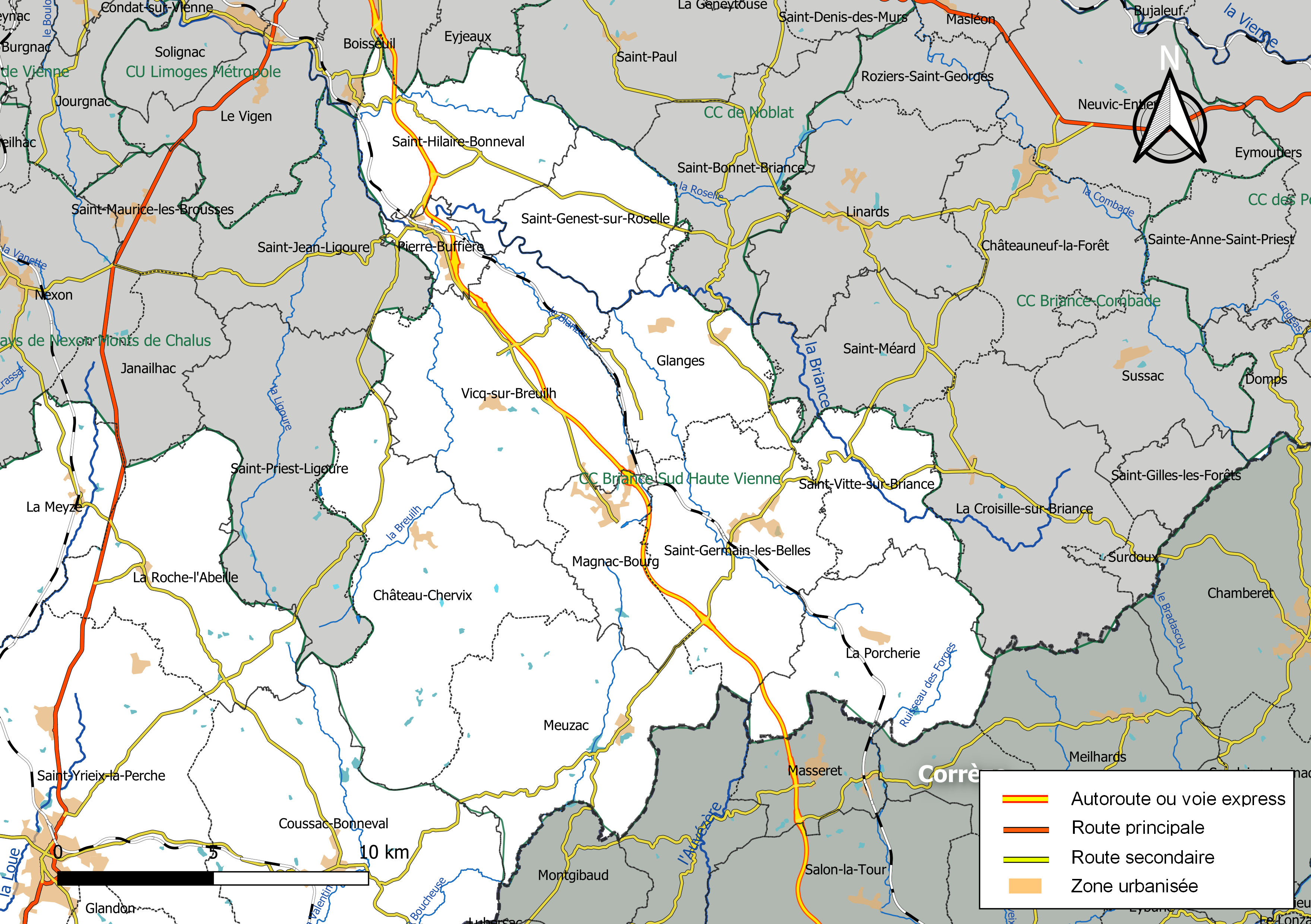
Carte de la communauté de communes Briance Sud Haute-Vienne au 1er janvier 2019.

### Composition
La communauté de communes est composée des 11 communes suivantes :

| Nom                      | Code Insee | Gentilé           | Superficie (km2) | Population (dernière pop. légale) | Densité (hab./km2) |
| ------------------------ | ---------- | ----------------- | ---------------- | --------------------------------- | ------------------ |
| Pierre-Buffière (siège)  | 87119      | Pierre-Buffiérois | 5,75             | 1 147 (2022)                      | 199                |
| Château-Chervix          | 87039      | Châtelauds        | 51,05            | 791 (2022)                        | 15                 |
| Glanges                  | 87072      |                   | 22,85            | 510 (2022)                        | 22                 |
| Magnac-Bourg             | 87088      | Magnacaux         | 15,11            | 1 115 (2022)                      | 74                 |
| Meuzac                   | 87095      | Meuzacois         | 43,4             | 733 (2022)                        | 17                 |
| La Porcherie             | 87120      | Porchariaux       | 31,34            | 518 (2022)                        | 17                 |
| Saint-Genest-sur-Roselle | 87144      |                   | 19,22            | 541 (2022)                        | 28                 |
| Saint-Germain-les-Belles | 87146      | Saint-Germinois   | 37,28            | 1 148 (2022)                      | 31                 |
| Saint-Hilaire-Bonneval   | 87148      |                   | 28,49            | 1 005 (2022)                      | 35                 |
| Saint-Vitte-sur-Briance  | 87186      |                   | 20,66            | 323 (2022)                        | 16                 |
| Vicq-sur-Breuilh         | 87203      | Vicquois          | 50,89            | 1 327 (2022)                      | 26                 |

## Démographie
| 1968   | 1975  | 1982  | 1990  | 1999  | 2007  | 2012  | 2017  |
| ------ | ----- | ----- | ----- | ----- | ----- | ----- | ----- |
| 10 139 | 9 300 | 8 404 | 7 998 | 7 915 | 8 642 | 9 196 | 9 133 |

## Président
Marc Ditlecadet, maire DVG de Saint-Germain-les-Belles.